# Wola (Kozłowo)
Wola (deutsch Wolla, 1938 bis 1945 Grenzdamm) ist ein Dorf in der polnischen Woiwodschaft Ermland-Masuren. Es gehört zur Gmina Kozłowo (Landgemeinde Groß Koslau, 1938 bis 1945 Großkosel) im Powiat Nidzicki (Kreis Neidenburg).

## Geographische Lage
Wola liegt östlich der Neide (polnisch Nida) im Südwesten der Woiwodschaft Ermland-Masuren. Bis zur Kreisstadt Nidzica (deutsch Neidenburg) sind es 15 Kilometer in nordöstlicher Richtung. Noch heute existierende ehemalige Zollhäuser erinnern an die deutsch-polnische Staatsgrenze, die zwischen 1920 und 1939 nur wenige hundert Meter weiter südlich des Ortes verlief.

## Geschichte
Die Gründungsurkunde für das frühere Wolla ist verloren gegangen. Das kleine Dorf wurde 1411 erstmals urkundlich erwähnt. Die Landgemeinde Wolla wurde 1874 in den Amtsbezirk Bialutten (polnisch Białuty) im ostpreußischen Kreis Neidenburg eingegliedert. Im Jahre 1910 zählte Wolla 186 Einwohner.
Im Ersten Weltkrieg brannte ein großer Teil Wollas ab. Als am 10. Januar 1920 Bialutten an Polen abgetreten wurde, kam Wolla zum Amtsbezirk Krokau (polnisch Krokowo), dem es bis 1945 zugehörte. 170 Einwohner waren 1933 in Wola gemeldet. Am 3. Juni – amtlich bestätigt am 16. Juli – 1938 wurde Wolla aus politisch-ideologischen Erwägungen der Abwehr fremdländisch wirkender Ortsnamen in „Grenzdamm“ umbenannt. 1939 zählte das Dorf 157 Einwohner.
1945 wurde Grenzdamm durch die Rote Armee erobert. Etliche Häuser wurden durch Feuer zerstört. Die Windmühle und zwei Zollhäuser wurden demontiert, das Holz verbrannt und die Mauerziegel zum Wiederaufbau von Warschau abtransportiert.
In Kriegsfolge musste 1945 das gesamte südliche Ostpreußen an Polen überstellt werden. Grenzdamm erhielt die polnische Namensform „Wola“ und ist heute mit dem Sitz eines Schulzenamts eine Ortschaft im Verbund der Gmina Kozłowo im Powiat Nidzicki, bis 1945 der Woiwodschaft Olsztyn, seither der Woiwodschaft Ermland-Masuren zugehörig.

## Kirche
Bis 1945 war Wolla/Grenzdamm in die evangelische Kirche Scharnau (polnisch Sarnowo) bzw. in die evangelische Kirche Bialutten in der Kirchenprovinz Ostpreußen der Kirche der Altpreußischen Union, außerdem in die römisch-katholische Kirche Bialutten (polnisch Białuty) und auch Napierken (Napierki) eingepfarrt. Heute gehört Wola evangelischerseits zur Kirche Nidzica in der Diözese Masuren der Evangelisch-Augsburgischen Kirche in Polen, katholischerseits zur Napierki im Erzbistum Ermland.

## Verkehr
Wola liegt an einer Nebenstraße, die bei Powierz (Powiersen, 1938 bis 1945 Waldbeek) von der Schnellstraße 7 abzweigt und nach Iłowo-Osada (Illowo) führt. In Wola endet außerdem eine von Sarnowo (Scharnau) kommende Nebenstraße. Eine Anbindung an den Bahnverkehr besteht nicht.